# Canthidium sulcicolle
Canthidium sulcicolle är en skalbaggsart som beskrevs av Edgar von Harold 1868. Canthidium sulcicolle ingår i släktet Canthidium och familjen bladhorningar. Inga underarter finns listade.